# Gryllacris decorata
Gryllacris decorata är en insektsart som beskrevs av Perty, J.A.M. 1832. Gryllacris decorata ingår i släktet Gryllacris och familjen Gryllacrididae. Inga underarter finns listade i Catalogue of Life.